# Gervinho
Jean Gervais Yao Kouassi (Ányama, 27 de mayo de 1987), conocido como Gervinho, es un futbolista marfileño. Juega de delantero y se encuentra sin equipo tras abandonar el Aris Salónica F. C. Ha sido internacional con la selección de fútbol de Costa de Marfil.

## Trayectoria

### Inicios de su carrera
Gervinho nació en Anyama, Dipegof Costa de Marfil. empezó su carrera en la respetada academia para jóvenes ASEC Abidjan, donde pasó cinco años y compartió con jugadores de la talla de Touré Yaya, Arthur Boka, Didier Zokora y su amigo de infancia Roy Taylor. El entrenador brasileño de este equipo le dio el nombre portugués-brasileño "Gervinho", derivado de su nombre Gervais (el sufixo "-inho", en portugués, denota pequeñez y/o afección, como "-ito", en español). Más tarde, fichó por el Toumodi F.C., equipo de segunda división marfileña, donde algunos jugadores de la talla de Ibrahim Touré y Yaya Touré han pasado algún tiempo jugando.

### KSK Beveren
Tras dos temporadas en el Toumodi se marchó al Beveren, donde permaneció hasta el final de la temporada 2006/07, donde hizo 61 apariciones para el club y anotó 14 goles.

### Le Mans
Luego de dos notables temporadas se marchó al Le Mans de la Ligue 1 francesa. En mayo de 2008, tras una temporada increíble en Ligue 1, se dijo que el extremo estaba siendo observado por equipos de la talla del A. S. Mónaco o del Paris Saint-Germain o del mismísimo Arsenal.

### Lille O. S. C.
El interés del equipo del Arsenal era mutuo, pero no se llegó a ningún acuerdo con el club inglés. El 21 de julio de 2009 se confirmó su traspaso al Lille por una cifra cercana a los 8 millones de euros y un contrato de tres años. Gervinho anotó 13 veces en 32 partidos en su temporada de debut con el club. Su primer gol con el Lille llegó en una victoria 3-2 frente al US Boulogne, el 4 de octubre de 2009.
Gervinho tuvo una segunda temporada de éxito aún mayor con el Lille. Anotó 18 goles en todas las competiciones, 15 en la Ligue 1, para ayudar a Lille a ganar la Ligue 1 por primera vez en 56 años. y también se coronó campeón de la Copa de Francia. A final de temporada Gervinho fue vinculado con clubes como el Arsenal, Paris Saint-Germain, Atlético de Madrid y Newcastle United. 

### Arsenal

#### Temporada 2011/12

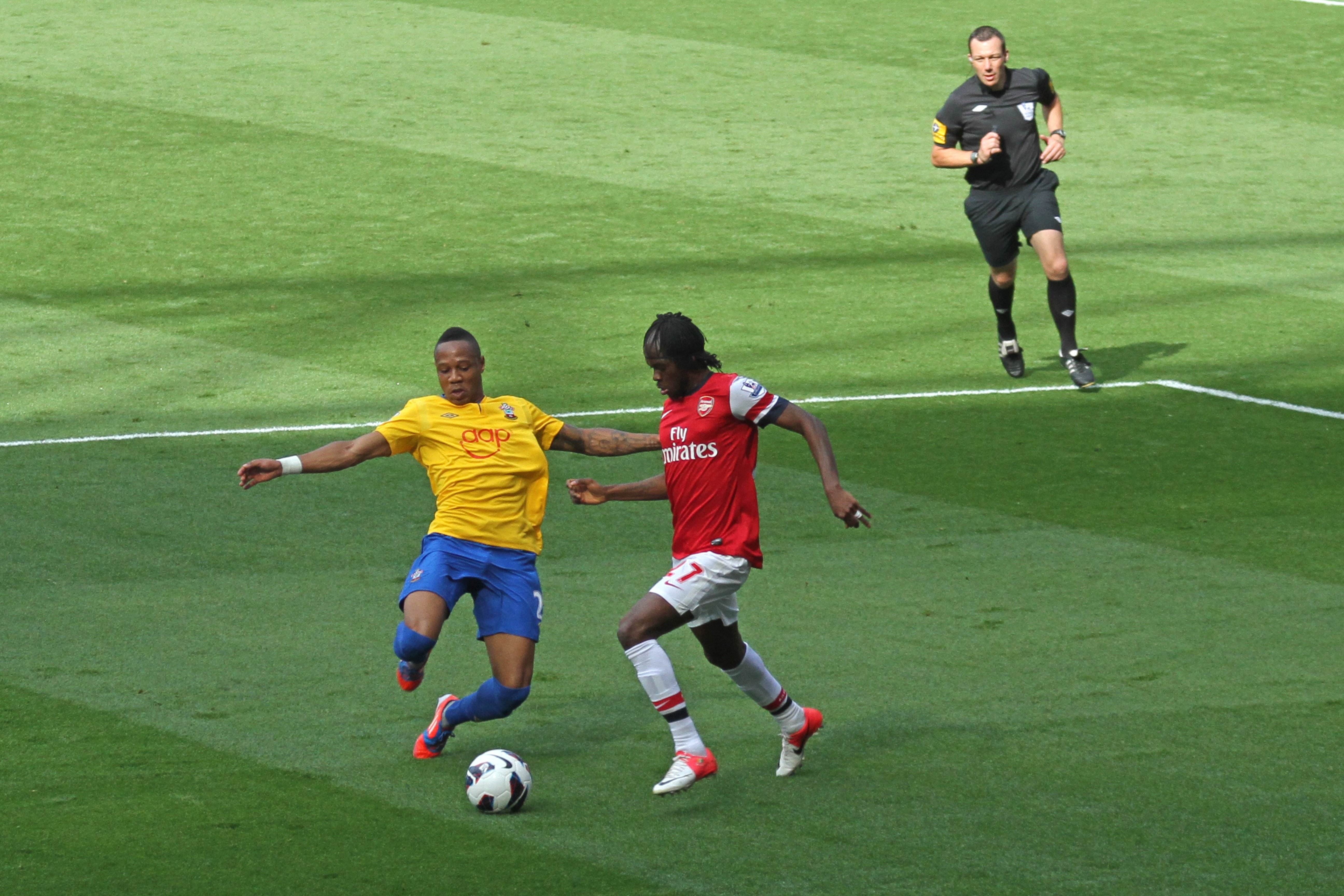
Gervinho en un partido con el Arsenal ante el Southampton FC.

El 6 de julio de 2011 el Arsenal hace oficial el fichaje del marfileño, el costo llegó a ser de 12 millones de euros. Hizo su debut en un partido amistoso de pretemporada contra el Colonia, en el que anotó un doblete en los primeros 15 minutos. Fue expulsado de su debut Premier League ante el Newcastle United por abofetear a Joey Barton. El partido terminó 0-0. Esto dio lugar a una sanción de tres partidos por conducta violenta estándar. Alan Pardew (entrenador del Newcastle United) acusó a Gervinho de piscinero cuando Cheick Tioté lo desafió dentro del área. Marcó su primer gol en la liga en una derrota por 4-3 ante el Blackburn Rovers. luego de su buen momento partió para la Copa Africana de Naciones después de una derrota por 2-1 ante el Fulham. Gervinho hizo su regreso el 18 de febrero de 2012 en un partido de la FA Cup contra el Sunderland, que terminó en una derrota por 2-0 que eliminó al Arsenal de la FA Cup 2011-12.

#### Temporada 2012/13
Gervinho jugó en tres de los primeros cuatro juegos de la liga de la temporada y anotó un doblete en la victoria por 6-1 en casa sobre Southampton el 15 de septiembre. Gervinho anotó su primer gol en Champions League en la victoria por 2-1 contra el Montpellier HSC, vigente campeón de la Ligue 1, el 18 de septiembre.
El 16 de marzo, Gervinho selló la victoria por 2-0 ante el Swansea City al anotar su primer gol con el Arsenal desde septiembre. El 30 de marzo, Gervinho anotó un gol y asistió a otras dos como Arsenal venció Reading 4-1 y fue nombrado como el hombre del partido. 
El futbolista marfileño empezó a ser criticado debido a su bajo rendimiento por lo que fue vinculado con diversos clubes como la Roma, Olympique de Lyon, Valencia y Fiorentina.

### A. S. Roma

#### Temporada 2013/14
El 5 de agosto de 2013, se hace oficial su traspaso a la AS Roma de la Serie A por 8 millones de euros por las siguientes 4 temporadas. Fue titular habitual del conjunto giallorosso, jugando un total de 33 partidos y marcando 9 goles que ayudaron a su equipo a ser subcampeón de la Serie A.

#### Temporada 2014/15
En su segunda temporada en el Calcio, Gervinho perdió protagonismo, ya que jugó 24 partidos y marcó 2 goles, aunque su equipo volvió a ser subcampeón.

#### Temporada 2015/16
Comenzó el curso con fuerza, marcando 6 goles en los 10 partidos partidos de Liga, pero una lesión y una posterior recaída a finales de año cortó su racha en seco.

### Heibei China Fortune
El 26 de enero de 2016, poco después del cese de su gran valedor, Rudi García, como técnico del equipo italiano, Gervinho es traspasado al Heibei China Fortune a cambio de 15 millones de euros.

### Parma
El 17 de agosto de 2018 el Parma Calcio 1913 hizo oficial su llegada por tres temporadas.

## Selección nacional

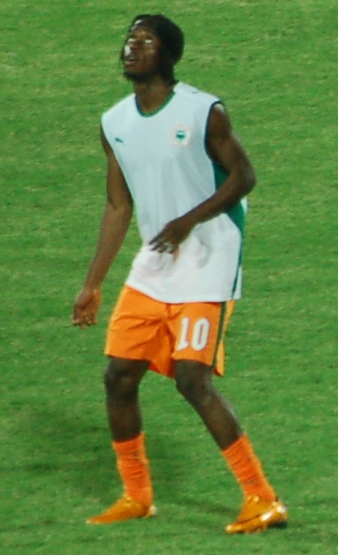
Gervinho calentando antes de un partido en la Copa Africana de Naciones 2008.

Representó a su país en el torneo olímpico de 2008 donde fue capitán. Después de Costa de Marfil perdió ante Argentina en el primer partido, Gervinho anotó un gol y creó otros dos en la victoria por 3-2 sobre Serbia.
Ha sido internacional con la selección de fútbol de Costa de Marfil en 83 ocasiones y ha anotado 22 goles. En la Copa Mundial Sudáfrica 2010, Gervinho fue un talento a seguir por varios de los grandes clubes europeos, habiendo disputando los 3 partidos y quedando eliminado en fase de grupos.
El 1 de junio de 2014, luego de haber sido incluido en la lista preliminar en mayo, Gervinho fue ratificado en la nómina definitiva de 23 jugadores que representarán a su país en la Copa Mundial de Fútbol de 2014, haciendo de esta la segunda ocasión en la que disputará el torneo. Gervinho arrancó el torneo anotando en los dos primeros partidos de la fase de grupos, tanto en la victoria 2-1 sobre Japón como en la derrota 1-2 ante Colombia.

### Participaciones en Copas del Mundo
| Mundial           | Sede      | Resultado      | Partidos | Goles |
| ----------------- | --------- | -------------- | -------- | ----- |
| Copa Mundial 2010 | Sudáfrica | Fase de grupos | 3        | 0     |
| Copa Mundial 2014 | Brasil    | Fase de grupos | 2        | 2     |

## Estadísticas

### Clubes
Actualizado al 21 de diciembre de 2022.
| Club                         | Div.          | Temporada     | Liga  | Liga   | Copas nacionales | Copas nacionales | Torneos internacionales | Torneos internacionales | Total | Total |
| Club                         | Div.          | Temporada     | Part. | Goles  | Part.            | Goles            | Part.                   | Goles                   | Part. | Goles |
| ---------------------------- | ------------- | ------------- | ----- | ------ | ---------------- | ---------------- | ----------------------- | ----------------------- | ----- | ----- |
| Barcelona España             | 1.ª           | 2005-06       | 2     | 9000   | 4                | 1                | ―                       | ―                       | 36    | 7     |
| Barcelona España             | 1.ª           | 2006-07       | 1     | 100000 | 1                | 0                | ―                       | ―                       | 30    | 8     |
| Barcelona España             | Total club    | Total club    | 61    | 14     | 5                | 1                | 0                       | 0                       | 66    | 15    |
| Le Mans F. C. Francia        | 1.ª           | 2007-08       | 26    | 2      | 4                | 4                | ―                       | ―                       | 30    | 6     |
| Le Mans F. C. Francia        | 1.ª           | 2008-09       | 33    | 7      | 4                | 1                | ―                       | ―                       | 37    | 8     |
| Le Mans F. C. Francia        | Total club    | Total club    | 59    | 9      | 8                | 5                | 0                       | 0                       | 67    | 14    |
| Lille O. S. C. Francia       | 1.ª           | 2009-10       | 32    | 13     | 0                | 0                | 11                      | 5                       | 43    | 18    |
| Lille O. S. C. Francia       | 1.ª           | 2010-11       | 35    | 15     | 8                | 3                | 7                       | 0                       | 50    | 18    |
| Lille O. S. C. Francia       | Total club    | Total club    | 67    | 28     | 8                | 3                | 18                      | 5                       | 93    | 36    |
| Arsenal F. C. Inglaterra     | 1.ª           | 2011-12       | 28    | 4      | 2                | 0                | 7                       | 0                       | 37    | 4     |
| Arsenal F. C. Inglaterra     | 1.ª           | 2012-13       | 18    | 5      | 2                | 0                | 6                       | 2                       | 26    | 7     |
| Arsenal F. C. Inglaterra     | Total club    | Total club    | 46    | 9      | 4                | 0                | 13                      | 2                       | 63    | 11    |
| A. S. Roma · Italia          | 1.ª           | 2013-14       | 33    | 9      | 4                | 3                | ―                       | ―                       | 37    | 12    |
| A. S. Roma · Italia          | 1.ª           | 2014-15       | 24    | 2      | 0                | 0                | 10                      | 5                       | 34    | 7     |
| A. S. Roma · Italia          | 1.ª           | 2015-16       | 14    | 6      | 0                | 0                | 3                       | 1                       | 17    | 7     |
| A. S. Roma · Italia          | Total club    | Total club    | 71    | 17     | 4                | 3                | 13                      | 6                       | 88    | 26    |
| Hebei Fortune China          | 1.ª           | 2016          | 18    | 3      | 0                | 0                | ―                       | ―                       | 18    | 3     |
| Hebei Fortune China          | 1.ª           | 2017          | 4     | 1      | 0                | 0                | ―                       | ―                       | 4     | 1     |
| Hebei Fortune China          | 1.ª           | 2018          | 7     | 0      | 0                | 0                | ―                       | ―                       | 7     | 0     |
| Hebei Fortune China          | Total club    | Total club    | 29    | 4      | 0                | 0                | 0                       | 0                       | 29    | 4     |
| Parma Calcio 1913 · Italia   | 1.ª           | 2018-19       | 30    | 11     | 0                | 0                | ―                       | ―                       | 30    | 11    |
| Parma Calcio 1913 · Italia   | 1.ª           | 2019-20       | 31    | 7      | 1                | 2                | ―                       | ―                       | 32    | 9     |
| Parma Calcio 1913 · Italia   | 1.ª           | 2020-21       | 27    | 5      | 0                | 0                | ―                       | ―                       | 27    | 5     |
| Parma Calcio 1913 · Italia   | Total club    | Total club    | 88    | 23     | 1                | 2                | 0                       | 0                       | 89    | 25    |
| Trabzonspor Turquía          | 1.ª           | 2021-22       | 9     | 2      | 0                | 0                | 4                       | 0                       | 13    | 2     |
| Trabzonspor Turquía          | Total club    | Total club    | 9     | 2      | 0                | 0                | 4                       | 0                       | 13    | 2     |
| Aris Salónica F. C. · Grecia | 1.ª           | 2022-23       | 11    | 1      | 0                | 0                | 0                       | 0                       | 11    | 1     |
| Aris Salónica F. C. · Grecia | Total club    | Total club    | 11    | 1      | 0                | 0                | 0                       | 0                       | 11    | 1     |
| Total carrera                | Total carrera | Total carrera | 441   | 107    | 30               | 14               | 48                      | 13                      | 519   | 134   |

## Palmarés

### Títulos nacionales
| Título               | Club           | País    | Año  |
| -------------------- | -------------- | ------- | ---- |
| Ligue 1              | Lille O. S. C. | Francia | 2011 |
| Copa de Francia      | Lille O. S. C. | Francia | 2011 |
| Superliga de Turquía | Trabzonspor    | Turquía | 2022 |

### Títulos internacionales
| Título                    | Club (*)        | País              | Año  |
| ------------------------- | --------------- | ----------------- | ---- |
| Copa Africana de Naciones | Costa de Marfil | Guinea Ecuatorial | 2015 |

(*) Incluyendo la selección.

### Distinciones individuales
| Distinción                                                    | Año  |
| ------------------------------------------------------------- | ---- |
| Premio Marc-Vivien Foé (Mejor Jugador Africano de la Ligue 1) | 2011 |